# Julen del Val Zenarruzabeitia
Julen del Val Zenarruzabeitia (Bilbao, 21 de juliol de 1968) és un exfutbolista basc, que ocupava la posició de migcampista.

## Trajectòria
Sorgeix de les categories inferiors de l'Athletic Club. A la 85/86 debuta amb el filial, el Bilbao Athletic, consolidant-se a l'any següent. Durant cinc temporades és titular amb el segon equip biscaí, que militava a la Segona Divisió. En mig d'eixe període hi debuta amb el primer conjunt, un partit contra el FC Barcelona celebrat el 7 de gener de 1990.
Sense continuïtat a l'Athletic, a l'estiu de 1991 fitxa pel Real Burgos, on qualla dues discretes temporades a primera divisió, en les quals suma 23 partits. La temporada 93/94, amb els castellans a Segona, hi disputa 21 partits i marca tres gols.
La temporada campanya 94/95 recala a la SD Eibar, i a l'any següent, al CA Osasuna. Entre 1996 i 1998 és titular a les files del Llevant UE, també a Segona Divisió. Amb els de València hi juga 69 partits. Després del descens de categoria del Llevant, a l'estiu de 1998 marxa al CD Ourense, on tampoc aconsegueix salvar la categoria. Es retiraria al final de la campanya 99/00, després d'haver militat a l'Aurrerá de Vitoria.
En total, va disputar 265 partits i va marcar 8 gols entre Primera i Segona Divisió.